# Maisonneuve-Denkmal

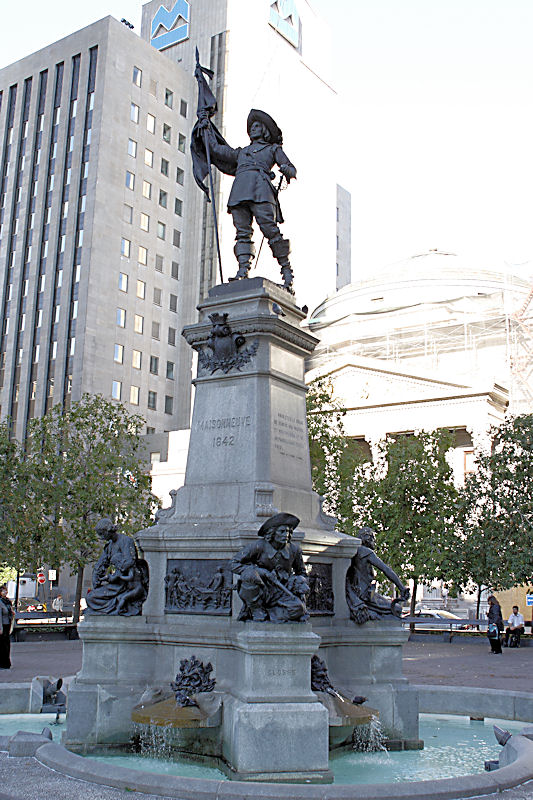
Maisonneuve-Denkmal

Das Maisonneuve-Denkmal (französisch Monument à Maisonneuve) ist ein Denkmal in Montreal, das an den Stadtgründer Paul Chomedey de Maisonneuve erinnert. Es wurde von Louis-Philippe Hébert erschaffen und steht auf dem Place d’Armes. Das Denkmal umfasst mehrere Bronzefiguren auf einem markanten Sockel, umgeben von einem Wasserbecken.

## Beschreibung
Eine Gruppe von Montrealer Bürgern organisierte 1891 eine öffentliche Ausschreibung, im Hinblick auf die 250-Jahr-Feier der Stadtgründung von 1642. Der bekannte Bildhauer Hébert begann 1892 mit der Arbeit und benötigte für das Werk drei Jahre. Die Bronzefiguren wurden von Thiébaut Frères in Paris gegossen. Am 1. Juli 1895 erfolgte die Enthüllung des Denkmals.
Inmitten eines Wasserbeckens befindet sich ein Betonsockel mit einer quadratischen Säule. Auf dieser steht eine Statue Maisonneuves in einer stolzen Pose. In der rechten Hand hält er eine Flagge, seine linke Hand umklammert den Knauf eines Degens. Bekleidet ist er mit einem Waffenrock, Hosen und hohen Stiefeln. Auf allen vier Seiten des Sockels sind kleinere Figuren platziert. Es handelt sich um Jeanne Mance (Gründerin des ersten Spitals), Lambert Closse (erster Kommandant der Stadtmiliz), Charles Le Moyne (adliger Offizier) und einen Irokesen.
Zwischen den kleineren Figuren stellen Reliefs wichtige Ereignisse der frühen Stadtgeschichte dar: Die Unterzeichnung des Gründungsvertrages der Stadt in Meudon, die erste Heilige Messe am 18. Mai 1642, der Heldentod von Adam Dollard des Ormeaux in einer Schlacht gegen die Irokesen im Jahr 1660 sowie eine symbolhafte Darstellung der „heroischen“ Epoche. Das Denkmal hat eine Höhe von 9 Metern. Die zentrale Statue misst 4 Meter, die vier kleineren Statuen je 1,5 Meter. Das Wasserbecken hat die Form von vier Halbkreisen mit einem Radius von 4,7 Metern.

### Nebenfiguren
|  |  |  |  |

### Reliefs
|  |  |  |  |